# Bembidion praecinctum
Bembidion praecinctum är en skalbaggsart som beskrevs av John Lawrence LeConte 1879. Bembidion praecinctum ingår i släktet Bembidion och familjen jordlöpare. Inga underarter finns listade i Catalogue of Life.